# Las Bajadas
Las Bajadas é uma comuna da província de Córdoba, na Argentina.